# Dunaújváros PASE
Dunaújváros Pálhalma SE – węgierski klub piłkarski, grający obecnie w drugiej lidze węgierskiej, mający siedzibę w mieście Dunaújváros.

## Historia
Klub został założony w 1998 roku. W 2011 roku awansował po raz pierwszy do drugiej ligi, jednak pobyt w niej trwał rok. W sezonie 2012/2013 ponownie wywalczył awans do drugiej ligi, a w sezonie 2013/2014 po raz pierwszy awansował do pierwszej ligi Węgier. W sezonie 2014/2015 zajął w niej przedostatnie 15. miejsce i uległ degradacji o klasę niżej.

## Historia występów w pierwszej lidze
| Sezon     | Pozycja      | M  | Pkt. | Z | R | P  | GZ | GS |
| --------- | ------------ | -- | ---- | - | - | -- | -- | -- |
| 2014/2015 | 15. (spadek) | 30 | 22   | 5 | 8 | 17 | 26 | 49 |

## Reprezentanci kraju grający w klubie
Stan na czerwiec 2015
| - Zoltán Böőr - Miklós Salamon - Illés Sitku | - Tamás Vaskó - Rafe Wolfe - Rowen Muscat |

## Skład
| Nr | Poz. | Piłkarz                                        |
| -- | ---- | ---------------------------------------------- |
| 1  | BR   | Safet Jahic                                    |
| 2  | OB   | Balázs Villám                                  |
| 4  | OB   | Sándor Hidvégi (wypożyczony z Ferencvárosi TC) |
| 6  | OB   | Viktor Farkas                                  |
| 7  | PO   | Zsolt Lázár                                    |
| 8  | PO   | Máté Papp                                      |
| 9  | OB   | Tamás Csehi                                    |
| 10 | PO   | Zoltán Böőr                                    |
| 12 | PO   | Norbert Sárközi                                |
| 14 | NA   | Márton Eppel                                   |
| 15 | PO   | Márk Petneházi                                 |
| 16 | PO   | Thiago                                         |

| Nr | Poz. | Piłkarz                                    |
| -- | ---- | ------------------------------------------ |
| 17 | NA   | Egejuru Godslove                           |
| 19 | NA   | Bruno Pascua                               |
| 21 | PO   | Tibor Sóron                                |
| 22 | BR   | Csaba Dániel                               |
| 23 | OB   | Rafe Wolfe                                 |
| 25 | NA   | Dávid Jakab                                |
| 27 | OB   | Tamás Vaskó                                |
| 29 | NA   | Márk Orosz                                 |
| 30 | PO   | Márk Nikházi (wypożyczony z Diósgyőri VTK) |
| 32 | OB   | Adrián Szekeres (on loan from Videoton)    |
| 33 | BR   | Gergely Nagy                               |
| 44 | NA   | Nikola Grubjesic                           |